# Lepisiota erythraea
Lepisiota erythraea är en myrart som först beskrevs av Auguste-Henri Forel 1910.  Lepisiota erythraea ingår i släktet Lepisiota och familjen myror. Inga underarter finns listade i Catalogue of Life.